# The 1975/Diskografie
Diese Diskografie ist eine Übersicht über die musikalischen Werke der britischen Indie-Rock-Band The 1975. Den Schallplattenauszeichnungen zufolge hat sie bisher mehr als 26,4 Millionen Tonträger verkauft, davon alleine in ihrer Heimat über 13,6 Millionen. Ihre erfolgreichste Veröffentlichung ist die Single Chocolate mit über 3,8 Millionen verkauften Einheiten.

## Alben

### Studioalben
| Jahr | Titel Musiklabel                                                                                | Höchstplatzierung, Gesamtwochen, AuszeichnungChartplatzierungen (Jahr, Titel, Musiklabel, Platzierungen, Wochen, Auszeichnungen, Anmerkungen) | Höchstplatzierung, Gesamtwochen, AuszeichnungChartplatzierungen (Jahr, Titel, Musiklabel, Platzierungen, Wochen, Auszeichnungen, Anmerkungen) | Höchstplatzierung, Gesamtwochen, AuszeichnungChartplatzierungen (Jahr, Titel, Musiklabel, Platzierungen, Wochen, Auszeichnungen, Anmerkungen) | Höchstplatzierung, Gesamtwochen, AuszeichnungChartplatzierungen (Jahr, Titel, Musiklabel, Platzierungen, Wochen, Auszeichnungen, Anmerkungen) | Höchstplatzierung, Gesamtwochen, AuszeichnungChartplatzierungen (Jahr, Titel, Musiklabel, Platzierungen, Wochen, Auszeichnungen, Anmerkungen) | Anmerkungen                                                   |
| Jahr | Titel Musiklabel                                                                                | DE | AT | CH | UK | US | Anmerkungen                                                   |
| ---- | ----------------------------------------------------------------------------------------------- | --- | --- | --- | --- | --- | ------------------------------------------------------------- |
| 2013 | The 1975 Dirty Hit Records (Sony)                                                               | DE57 (1 Wo.)DE | AT60 (1 Wo.)AT | CH100 (1 Wo.)CH | UK1 ×2Doppelplatin · (176 Wo.)UK | US28 Platin · (71 Wo.)US | Erstveröffentlichung: 2. September 2013 Verkäufe: + 1.765.000 |
| 2016 | I Like It When You Sleep, for You Are So Beautiful Yet So Unaware of It Dirty Hit Records (UMG) | DE28 (2 Wo.)DE | AT10 (4 Wo.)AT | CH19 (2 Wo.)CH | UK1 Platin · (71 Wo.)UK | US1 Gold · (54 Wo.)US | Erstveröffentlichung: 26. Februar 2016 Verkäufe: + 890.000    |
| 2018 | A Brief Inquiry into Online Relationships Dirty Hit Records (UMG)                               | DE57 (1 Wo.)DE | AT61 (1 Wo.)AT | CH89 (1 Wo.)CH | UK1 Platin · (46 Wo.)UK | US4 (7 Wo.)US | Erstveröffentlichung: 30. November 2018 Verkäufe: + 367.500   |
| 2020 | Notes on a Conditional Form Dirty Hit Records (UMG)                                             | DE36 (2 Wo.)DE | AT30 (1 Wo.)AT | CH36 (1 Wo.)CH | UK1 Gold · (7 Wo.)UK | US4 (2 Wo.)US | Erstveröffentlichung: 22. Mai 2020 Verkäufe: + 107.500        |
| 2022 | Being Funny in a Foreign Language Dirty Hit Records (Concord Music Publishing)                  | DE53 (2 Wo.)DE | AT25 (2 Wo.)AT | CH16 (1 Wo.)CH | UK1 Gold · (25 Wo.)UK | US7 (8 Wo.)US | Erstveröffentlichung: 14. Oktober 2022 Verkäufe: + 107.500    |

### Livealben
| Jahr | Titel Musiklabel                                                                                 | Höchstplatzierung, Gesamtwochen, AuszeichnungChartplatzierungen (Jahr, Titel, Musiklabel, Platzierungen, Wochen, Auszeichnungen, Anmerkungen) | Höchstplatzierung, Gesamtwochen, AuszeichnungChartplatzierungen (Jahr, Titel, Musiklabel, Platzierungen, Wochen, Auszeichnungen, Anmerkungen) | Höchstplatzierung, Gesamtwochen, AuszeichnungChartplatzierungen (Jahr, Titel, Musiklabel, Platzierungen, Wochen, Auszeichnungen, Anmerkungen) | Höchstplatzierung, Gesamtwochen, AuszeichnungChartplatzierungen (Jahr, Titel, Musiklabel, Platzierungen, Wochen, Auszeichnungen, Anmerkungen) | Höchstplatzierung, Gesamtwochen, AuszeichnungChartplatzierungen (Jahr, Titel, Musiklabel, Platzierungen, Wochen, Auszeichnungen, Anmerkungen) | Anmerkungen                             |
| Jahr | Titel Musiklabel                                                                                 | DE | AT | CH | UK | US | Anmerkungen                             |
| ---- | ------------------------------------------------------------------------------------------------ | --- | --- | --- | --- | --- | --------------------------------------- |
| 2017 | DH00278 Dirty Hit Records                                                                        | — | — | — | — | — | Erstveröffentlichung: 15. Dezember 2017 |
| 2023 | Live with the BBC Philharmonic Orchestra Dirty Hit Records (UMG)                                 | — | — | — | UK2 (1 Wo.)UK | — | Erstveröffentlichung: 22. April 2023    |
| 2023 | At Their Very Best (Live from Madison Square Garden, New York, 07.11.22) Dirty Hit Records (UMG) | — | — | — | UK46 (1 Wo.)UK | — | Erstveröffentlichung: 24. November 2023 |
| 2024 | Live from Gorilla Dirty Hit Records (UMG)                                                        | — | — | — | UK32 (1 Wo.)UK | — | Erstveröffentlichung: 20. April 2024    |
| 2025 | Still… At Their Very Best Dirty Hit Records (UMG)                                                | — | — | — | UK55 (1 Wo.)UK | — | Erstveröffentlichung: 7. März 2025      |

### EPs
| Jahr | Titel Musiklabel                                   | Höchstplatzierung, Gesamtwochen, AuszeichnungChartplatzierungen (Jahr, Titel, Musiklabel, Platzierungen, Wochen, Auszeichnungen, Anmerkungen) | Höchstplatzierung, Gesamtwochen, AuszeichnungChartplatzierungen (Jahr, Titel, Musiklabel, Platzierungen, Wochen, Auszeichnungen, Anmerkungen) | Höchstplatzierung, Gesamtwochen, AuszeichnungChartplatzierungen (Jahr, Titel, Musiklabel, Platzierungen, Wochen, Auszeichnungen, Anmerkungen) | Höchstplatzierung, Gesamtwochen, AuszeichnungChartplatzierungen (Jahr, Titel, Musiklabel, Platzierungen, Wochen, Auszeichnungen, Anmerkungen) | Höchstplatzierung, Gesamtwochen, AuszeichnungChartplatzierungen (Jahr, Titel, Musiklabel, Platzierungen, Wochen, Auszeichnungen, Anmerkungen) | Anmerkungen                             |
| Jahr | Titel Musiklabel                                   | DE | AT | CH | UK | US | Anmerkungen                             |
| ---- | -------------------------------------------------- | --- | --- | --- | --- | --- | --------------------------------------- |
| 2012 | Facedown Dirty Hit Records                         | — | — | — | — | — | Erstveröffentlichung: 6. August 2012    |
| 2012 | Sex Dirty Hit Records                              | — | — | — | — | — | Erstveröffentlichung: 19. November 2012 |
| 2013 | iTunes Festival: London 2013 Vagrant Records (UMG) | — | — | — | — | — | Erstveröffentlichung: 1. Januar 2013    |
| 2013 | Music for Cars Dirty Hit Records                   | — | — | — | — | — | Erstveröffentlichung: 4. März 2013      |
| 2013 | IV Dirty Hit Records (UMG)                         | — | — | — | — | US164 (1 Wo.)US | Erstveröffentlichung: 20. Mai 2013      |
| 2013 | Spotify Sessions Dirty Hit Records (UMG)           | — | — | — | — | — | Erstveröffentlichung: 18. Juni 2013     |

## Singles

### Als Leadmusiker
| Jahr | Titel Album                                                                            | Höchstplatzierung, Gesamtwochen, AuszeichnungChartplatzierungen (Jahr, Titel, Album, Platzierungen, Wochen, Auszeichnungen, Anmerkungen) | Höchstplatzierung, Gesamtwochen, AuszeichnungChartplatzierungen (Jahr, Titel, Album, Platzierungen, Wochen, Auszeichnungen, Anmerkungen) | Höchstplatzierung, Gesamtwochen, AuszeichnungChartplatzierungen (Jahr, Titel, Album, Platzierungen, Wochen, Auszeichnungen, Anmerkungen) | Höchstplatzierung, Gesamtwochen, AuszeichnungChartplatzierungen (Jahr, Titel, Album, Platzierungen, Wochen, Auszeichnungen, Anmerkungen) | Höchstplatzierung, Gesamtwochen, AuszeichnungChartplatzierungen (Jahr, Titel, Album, Platzierungen, Wochen, Auszeichnungen, Anmerkungen) | Anmerkungen                                                   |
| Jahr | Titel Album                                                                            | DE | AT | CH | UK | US | Anmerkungen                                                   |
| --- | -------------------------------------------------------------------------------------- | --- | --- | --- | --- | --- | ------------------------------------------------------------- |
| 2012 | The City The 1975                                                                      | — | — | — | UK30 Silber · (2 Wo.)UK | — | Erstveröffentlichung: 9. August 2012 Verkäufe: + 200.000      |
| 2013 | Chocolate The 1975                                                                     | — | — | — | UK19 ×3Dreifachplatin · (35 Wo.)UK | US80 ×2Doppelplatin · (6 Wo.)US | Erstveröffentlichung: 4. März 2013 Verkäufe: + 3.865.000      |
| 2013 | Sex The 1975                                                                           | — | — | — | UK34 Platin · (5 Wo.)UK | US— PlatinUS | Erstveröffentlichung: 23. August 2013 Verkäufe: + 1.300.000   |
| 2013 | Heart Out The 1975                                                                     | — | — | — | UK— SilberUK | — | Erstveröffentlichung: 2. September 2013 Verkäufe: + 200.000   |
| 2013 | Girls The 1975                                                                         | — | — | — | UK45 Platin · (15 Wo.)UK | US— PlatinUS | Erstveröffentlichung: 11. November 2013 Verkäufe: + 1.607.500 |
| 2014 | Settle Down The 1975                                                                   | — | — | — | UK68 Silber · (2 Wo.)UK | — | Erstveröffentlichung: 24. Februar 2014 Verkäufe: + 200.000    |
| 2014 | Robbers The 1975                                                                       | — | — | — | UK— PlatinUK | US— GoldUS | Erstveröffentlichung: 16. Juni 2014 Verkäufe: + 1.230.000     |
| 2014 | Medicine –                                                                             | — | — | — | UK53 (2 Wo.)UK | — | Erstveröffentlichung: 31. Oktober 2014                        |
| 2015 | Love Me I Like It When You Sleep, for You Are So Beautiful Yet So Unaware of It        | — | — | — | UK20 Gold · (4 Wo.)UK | US100 Gold · (1 Wo.)US | Erstveröffentlichung: 8. Oktober 2015 Verkäufe: + 900.000     |
| 2015 | Ugh! I Like It When You Sleep, for You Are So Beautiful Yet So Unaware of It           | — | — | — | UK42 Silber · (1 Wo.)UK | — | Erstveröffentlichung: 10. Dezember 2015 Verkäufe: + 200.000   |
| 2016 | Somebody Else I Like It When You Sleep, for You Are So Beautiful Yet So Unaware of It  | — | — | — | UK55 ×2Doppelplatin · (11 Wo.)UK | US— ×2DoppelplatinUS | Erstveröffentlichung: 15. Februar 2016 Verkäufe: + 3.435.000  |
| 2016 | The Sound I Like It When You Sleep, for You Are So Beautiful Yet So Unaware of It      | — | — | — | UK15 ×2Doppelplatin · (19 Wo.)UK | US— PlatinUS | Erstveröffentlichung: 19. Februar 2016 Verkäufe: + 2.265.000  |
| 2016 | She’s American I Like It When You Sleep, for You Are So Beautiful Yet So Unaware of It | — | — | — | UK— SilberUK | — | Erstveröffentlichung: 20. Juni 2016 Verkäufe: + 200.000       |
| 2017 | By Your Side –                                                                         | — | — | — | — | — | Erstveröffentlichung: 21. Februar 2017 Original: Sade         |
| 2017 | Milk –                                                                                 | — | — | — | — | — | Erstveröffentlichung: 6. Oktober 2017                         |
| 2018 | Give Yourself a Try A Brief Inquiry into Online Relationships                          | — | — | — | UK22 Gold · (5 Wo.)UK | — | Erstveröffentlichung: 1. Juni 2018 Verkäufe: + 400.000        |
| 2018 | Love It If We Made It A Brief Inquiry into Online Relationships                        | — | — | — | UK33 Gold · (2 Wo.)UK | US— GoldUS | Erstveröffentlichung: 19. Juli 2018 Verkäufe: + 920.000       |
| 2018 | TooTimeTooTimeTooTime A Brief Inquiry into Online Relationships                        | — | — | — | UK26 Platin · (9 Wo.)UK | — | Erstveröffentlichung: 15. August 2018 Verkäufe: + 600.000     |
| 2018 | Sincerity Is Scary A Brief Inquiry into Online Relationships                           | — | — | — | UK57 Silber · (3 Wo.)UK | — | Erstveröffentlichung: 13. September 2018 Verkäufe: + 200.000  |
| 2018 | It’s Not Living (If It’s Not with You) A Brief Inquiry into Online Relationships       | — | — | — | UK46 Platin · (10 Wo.)UK | US— GoldUS | Erstveröffentlichung: 18. Oktober 2018 Verkäufe: + 1.100.000  |
| 2019 | People Notes on a Conditional Form                                                     | — | — | — | UK54 (1 Wo.)UK | — | Erstveröffentlichung: 22. August 2019                         |
| 2019 | Frail State of Mind Notes on a Conditional Form                                        | — | — | — | UK54 (1 Wo.)UK | — | Erstveröffentlichung: 24. Oktober 2019                        |
| 2020 | Me & You Together Song Notes on a Conditional Form                                     | — | — | — | UK35 Silber · (3 Wo.)UK | — | Erstveröffentlichung: 16. Januar 2020                         |
| 2020 | The Birthday Party Notes on a Conditional Form                                         | — | — | — | UK69 (1 Wo.)UK | — | Erstveröffentlichung: 19. Februar 2020                        |
| 2020 | Jesus Christ 2005 God Bless America Notes on a Conditional Form                        | — | — | — | UK88 (1 Wo.)UK | — | Erstveröffentlichung: 3. April 2020                           |
| 2020 | If You’re Too Shy (Let Me Know) Notes on a Conditional Form                            | — | — | — | UK14 Gold · (9 Wo.)UK | — | Erstveröffentlichung: 24. April 2020 Verkäufe: + 400.000      |
| 2020 | Guys Notes on a Conditional Form                                                       | — | — | — | UK96 (1 Wo.)UK | — | Erstveröffentlichung: 15. Mai 2020                            |
| 2021 | Spinning –                                                                             | — | — | — | UK94 (1 Wo.)UK | — | Erstveröffentlichung: 5. März 2021 mit No Rome & Charli XCX   |
| 2022 | Part of the Band Being Funny in a Foreign Language                                     | — | — | — | UK57 (1 Wo.)UK | — | Erstveröffentlichung: 7. Juli 2022                            |
| 2022 | Happiness Being Funny in a Foreign Language                                            | — | — | — | UK46 Silber · (6 Wo.)UK | — | Erstveröffentlichung: 3. August 2022 Verkäufe: + 200.000      |
| 2022 | I’m in Love with You Being Funny in a Foreign Language                                 | — | — | — | UK29 Silber · (9 Wo.)UK | — | Erstveröffentlichung: 1. September 2022 Verkäufe: + 200.000   |
| 2022 | All I Need to Hear Being Funny in a Foreign Language                                   | — | — | — | — | — | Erstveröffentlichung: 21. September 2022                      |
| Folgende Lieder erschienen nicht als Single, wurden aber durch das Album zum Download und Streaming bereitgestellt und konnten somit eine Platzierung erlangen: |                                                                                        | | | | | |                                                               |
| |                                                                                        | | | | | |                                                               |
| 2018 | I Always Wanna Die (Sometimes) A Brief Inquiry into Online Relationships               | — | — | — | UK67 Silber · (1 Wo.)UK | — | Charteinstieg: 13. Dezember 2018 Verkäufe: + 200.000          |
| 2020 | Tonight (I Wish I Was Your Boy) Notes on a Conditional Form                            | — | — | — | UK56 (1 Wo.)UK | — | Charteinstieg: 4. Juni 2020                                   |
| 2020 | Nothing Revealed/Everything Denied Notes on a Conditional Form                         | — | — | — | UK82 (1 Wo.)UK | — | Charteinstieg: 4. Juni 2020                                   |
| 2022 | Oh Caroline Being Funny in a Foreign Language                                          | — | — | — | UK29 Silber · (3 Wo.)UK | — | Charteinstieg: 27. Oktober 2022 Verkäufe: + 200.000           |
| 2022 | About You Being Funny in a Foreign Language                                            | — | — | — | UK41 Gold · (11 Wo.)UK | US— GoldUS | Charteinstieg: 3. November 2022 Verkäufe: + 900.000           |

### Als Gastmusiker
| Jahr | Titel Album  | Anmerkungen                                                                                               |
| ---- | ------------ | --- |
| 2014 | Don’t Play – | Erstveröffentlichung: 6. Mai 2014 · Verkäufe: + 540.000; Travis Scott feat. The 1975 & Big Sean; US: Gold |

## Musikvideos
| Jahr | Titel                                  | Regie                                            |
| ---- | -------------------------------------- | ------------------------------------------------ |
| 2012 | Face Down                              | James Booth                                      |
| 2012 | The City                               | James Booth                                      |
| 2012 | Antichrist                             | James Booth                                      |
| 2012 | Woman                                  | James Booth                                      |
| 2012 | Sex (EP Version)                       | James Booth                                      |
| 2013 | Chocolate                              | Gareth Philips                                   |
| 2013 | The City (Version 2)                   | Tim Mattia                                       |
| 2013 | Sex (Album Version)                    | Adam Powell                                      |
| 2013 | Sex (Acoustic Version)                 |                                                  |
| 2013 | Girls                                  | Adam Powell                                      |
| 2014 | Settle Down                            | Nadia Marquard Otzen                             |
| 2014 | Robbers                                | Tim Mattia                                       |
| 2014 | Heart Out                              | Matthew Healy & Adam Powell                      |
| 2015 | Love Me                                | Diane Martel                                     |
| 2015 | Ugh!                                   | Adam Powell                                      |
| 2016 | The Sound                              | Tim Mattia                                       |
| 2016 | A Change of Heart                      | Tim Mattia                                       |
| 2016 | Somebody Else                          | Tim Mattia                                       |
| 2018 | Give Yourself a Try                    | Diane Martel                                     |
| 2018 | Love It If We Made It (Vertical Video) |                                                  |
| 2018 | TooTimeTooTimeTooTime                  |                                                  |
| 2018 | Love It If We Made It                  | Adam Powell                                      |
| 2018 | Sincerity Is Scary                     | Warren Fu                                        |
| 2018 | It’s Not Living (If It’s Not With You) | Warren Fu                                        |
| 2019 | People                                 | Ben Ditto, Matthew Healy & Warren Fu             |
| 2019 | Frail State of Mind                    | Matthew Healy, Patricia Villirillo & Mara Palena |
| 2020 | Me & You Together Song                 | Bedroom                                          |
| 2020 | The Birthday Party                     | Ben Ditto & Jon Emmony                           |

## Promoveröffentlichungen
| Jahr | Titel Album                                                                            | Anmerkungen                                         |
| ---- | -------------------------------------------------------------------------------------- | --------------------------------------------------- |
| 2016 | She’s American I Like It When You Sleep, for You Are So Beautiful Yet So Unaware of It | Erstveröffentlichung: 2. Dezember 2016 · UK: Silber |
| 2016 | Loving Someone I Like It When You Sleep, for You Are So Beautiful Yet So Unaware of It | Erstveröffentlichung: 2016                          |

## Statistik

### Chartauswertung
|                     | DE    | AT    | CH    | UK    | US    |
| ------------------- | ----- | ----- | ----- | ----- | ----- |
| Nummer-eins-Alben   | DE—DE | AT—AT | CH—CH | UK5UK | US1US |
| Top-10-Alben        | DE—DE | AT1AT | CH—CH | UK6UK | US4US |
| Alben in den Charts | DE5DE | AT5AT | CH5CH | UK9UK | US6US |

|                       | UK     | US    |
| --------------------- | ------ | ----- |
| Nummer-eins-Singles   | UK—UK  | US—US |
| Top-10-Singles        | UK—UK  | US—US |
| Singles in den Charts | UK31UK | US2US |

### Auszeichnungen für Musikverkäufe
| Silberne Schallplatte - Vereinigtes Königreich - 2023: für das Lied Paris - 2023: für das Lied Fallingforyou - 2024: für das Lied Be My Mistake - 2024: für das Lied She Way Out - 2024: für das Lied Menswear Goldene Schallplatte - Australien - 2018: für das Album The 1975 - 2018: für die Single Somebody Else - 2018: für die Single The Sound - Brasilien - 2024: für die Single Chocolate - 2024: für die Single Love It If We Made It - 2024: für die Single Robbers - 2024: für das Lied Be My Mistake - Dänemark - 2013: für das Streaming Chocolate - 2020: für das Album The 1975 - 2022: für das Album I Like It When You Sleep, for You Are So Beautiful Yet So Unaware of It - Finnland - 2020: für das Album The 1975 - Kanada - 2024: für die Single Don’t Play - Neuseeland - 2019: für die Single Girls - 2024: für das Album Being Funny in a Foreign Language - 2025: für das Album A Brief Inquiry into Online Relationships - Norwegen - 2014: für die Single Chocolate - Philippinen - 2023: für das Album Notes on a Conditional Form - Portugal - 2022: für die Single Somebody Else - Singapur - 2020: für das Album The 1975 - 2021: für das Album I Like It When You Sleep, for You Are So Beautiful Yet So Unaware of It - Spanien - 2024: für die Single Somebody Else - Vereinigte Staaten - 2023: für das Lied Fallingforyou | Platin-Schallplatte - Brasilien - 2024: für die Single Somebody Else - Neuseeland - 2020: für das Album The 1975 - 2020: für das Album I Like It When You Sleep, for You Are So Beautiful Yet So Unaware of It - 2020: für die Single Chocolate - 2024: für die Single The Sound 2× Platin-Schallplatte - Neuseeland - 2024: für die Single Somebody Else 4× Platin-Schallplatte - Philippinen - 2023: für das Album A Brief Inquiry into Online Relationships - 2023: für das Album I Like It When You Sleep, for You Are So Beautiful Yet So Unaware of It 6× Platin-Schallplatte - Philippinen - 2023: für das Album The 1975 |

Anmerkung: Auszeichnungen in Ländern aus den Charttabellen bzw. Chartboxen sind in ebendiesen zu finden.
| Land/RegionAuszeichnungen für Musikverkäufe (Land/Region, Auszeichnungen, Verkäufe, Quellen) | Silber       | Gold       | Platin       | Verkäufe   | Quellen              |
| -------------------------------------------------------------------------------------------- | ------------ | ---------- | ------------ | ---------- | -------------------- |
| Australien (ARIA)                                                                            | —            | 3× Gold3   | —            | 105.000    | aria.com.au          |
| Brasilien (PMB)                                                                              | —            | 4× Gold4   | Platin1      | 160.000    | pro-musicabr.org.br  |
| Dänemark (IFPI)                                                                              | —            | 4× Gold4   | —            | 65.000     | ifpi.dk              |
| Finnland (IFPI)                                                                              | —            | Gold1      | —            | 10.000     | Einzelnachweise      |
| Kanada (MC)                                                                                  | —            | Gold1      | —            | 40.000     | musiccanada.com      |
| Neuseeland (RMNZ)                                                                            | —            | 3× Gold3   | 6× Platin6   | 172.500    | radioscope.co.nz NZ2 |
| Norwegen (IFPI)                                                                              | —            | Gold1      | —            | 5.000      | ifpi.no              |
| Philippinen (PARI)                                                                           | —            | Gold1      | 14× Platin14 | 217.500    | Einzelnachweise      |
| Portugal (AFP)                                                                               | —            | Gold1      | —            | 5.000      | Einzelnachweise      |
| Singapur (RIAS)                                                                              | —            | 2× Gold2   | —            | 10.000     | rias.org.sg          |
| Spanien (Promusicae)                                                                         | —            | Gold1      | —            | 30.000     | elportaldemusica.es  |
| Vereinigte Staaten (RIAA)                                                                    | —            | 8× Gold8   | 8× Platin8   | 12.000.000 | riaa.com             |
| Vereinigtes Königreich (BPI)                                                                 | 17× Silber17 | 7× Gold7   | 16× Platin16 | 13.660.000 | bpi.co.uk            |
| Insgesamt                                                                                    | 17× Silber17 | 37× Gold37 | 45× Platin45 |            |                      |